# Penium
Penium ist eine weltweit vorkommende Algengattung aus der Gruppe der Zieralgen (Desmidiales), die rund 25 anerkannte Taxa umfasst.

## Beschreibung
Penium sind einzellige Algen, von zylindrischer und gerader Gestalt, an den Enden breit gerundet oder stumpf, gelegentlich sind sie mittig leicht eingeschnürt. Sie messen 19 bis 450 Mikrometer in der Länge und die Hälfte bis ein Fünfunddreißigstel in der Breite. Gürtelbänder können vorhanden sein oder fehlen.
Die gelegentlich braune, dann oft in den unterschiedlichen Bereichen der Wandung unterschiedlich stark eingefärbte Zellwand kann glatt oder durch Streifen, Poren, Granulierungen oder Stacheln skulpturiert sein. Die Zellwand ist zweilagig, die äußere Lage ist perforiert, die innere undurchlässig. Jede Zelle weist zwei, selten vier Chloroplasten auf. Bei einigen Arten finden sich in den Endvakuolen kleine Kristalle. Der Zellkern liegt mittig zwischen den Chloroplasten.
Penium-Arten vermehren sich asexuell per Zellteilung, sexuell per Konjugation. Die runden bis elliptischen, gelegentlich winkligen Zygosporen treten einzeln oder paarig auf, ihre Oberfläche ist meist unskulpturiert.

## Verbreitung
Die Gattung ist weltweit verbreitet, meist in sauren, nährstoffarmen Teichen oder Seen, auch in Torfmoosen.

## Systematik und Forschungsgeschichte
Die 1848 erstbeschriebene Gattung enthält rund 25 anerkannte Taxa, darunter
- Penium clevei
- Penium crassiusculum
- Penium cruciferum
- Penium curtum
- Penium cylindrus
- Penium diplosporum
- Penium exiguum
- Penium globosum
- Penium incrassatum
- Penium jenneri
- Penium lagenarioides
- Penium lanceolatum
- Penium libellula
- Penium margaritaceum
- Penium minutum
- Penium navicula
- Penium phymatospermum

## Nachweise
1. 1 2 3 4 5  M.D. Guiry, G.M. Guiry: Penium Brébisson ex Ralfs in Ralfs, 1848: 148 :: Algaebase, 2010 World-wide electronic publication, National University of Ireland, Galway. http://www.algaebase.org, Zugriff am 12. August 2010

## Weiterführende Literatur
- John Ralfs: The British Desmidieae. 14. Penium. S. 149–154, London 1848 Erstbeschreibung im Volltext (englisch)
- J. Lütkemüller: Zur Kenntnis der Gattung Penium Bréb. Verhandlungen der Zoologisch-Botanischen Gesellschaft, 55, S. 332–337, 1905 Volltext (PDF, deutsch; 521 kB)